# Biel Cussó i Ventura
Biel Cussó i Ventura (Barcelona, 12 de març de 1979) és un dissenyador multimèdia i escriptor català.

## Obra
- Mindrä: Els missatgers del Guardià de l'Est (Edicions Croma, 2012).[1][2]
- Mindrä: La Gran Batalla del Nord (Edicions Croma, 2013).[3]
- Els caus secrets (Editorial Moll, 2013),[4] antologia de joves narradors catalans de l'Editorial Moll amb Jaume C. Pons Alorda, Lucia Pietrelli, Bel Olid, Jordi Nopca, Laia Martinez Lopez, Gerard Guix, Yannick Garcia, Helder Farrés Hirondelle, Marina Espasa, Sandra Comas Anglada, Roc Casagran Casañas, Ivan Carbonell Iglesias, Angel Cano Mateu, Sebastià Bennasar, Cinta Arasa Carot, Laura De Andrés Creus, Max Besora, Gemma Aguilera Marcual i alguns més fins a 61.
- Sang Freda (Alrevés Editorial - Crims.cat, 2017).[5] Amb aquesta obra va guanyar el IV Premi Memorial Agustí Vehí de Tiana de novel·la negra, amb el títol original Vladimir.[6]
- El bestiari rourenc, 2018 (recull de bèsties del poble fictici de Sant Esteve de les Roures, juntament amb el dibuixant Sergi Llorens[7]).
- Camí de Cendres (Pagès Editors, 2021).
- L'herència del dimoni (Edicions Xandri, 2024)
- Del cel a l'infern (Rosa dels Vents, 2025)